# Evercreech
Evercreech è un villaggio con status di parrocchia civile nel West Somerset, in Inghilterra.